# Ассоциация международных марафонов и пробегов
Ассоциация международных марафонов и пробегов (AIMS, произносится [аи́мс]; англ. Association of International Marathons and Distance Races) — международная спортивная некоммерческая организация, объединяющая более 300 марафонов и пробегов из 95 стран. Была создана в мае 1982 года на конгрессе в Лондоне, объединив 28 крупнейших в то время марафонов. В 1989 году включила в сферу интересов все пробеги, от семикилометровых до сверхмарафонов.
AIMS устанавливает стандарты организации и проведения соревнований по бегу по шоссе, измеряет и сертифицирует их трассы, контролирует контрактную деятельность спортсменов-профессионалов, вырабатывает критерии проведения допинг-контроля, регистрирует официальные результаты соревнований, признаёт рекорды мира и так далее. Стандарты AIMS были приняты и одобрены IAAF. Одно из главных достижений — это официальное признание со стороны ИААФ мировых рекордов в беге по шоссе, которые именовались до 2004 года просто как «лучшие результаты» (англ. World Bests). В настоящее время AIMS является коллективным членом IAAF. Президент AIMS — Пако Борао.

## История
Первая встреча представителей известных марафонов из Европы, Америки, Азии и Австралии прошла во время проведения марафона в Гонолулу 11-12 декабря 1980 года. Участники договорились о концепции будущей ассоциации и выбрали её название — «Ассоциация международных марафонов» (англ. Association of International Marathons). Первый конгресс состоялся в Лондоне, 6-7 мая 1982 года. Первым президентом AIMS был избран Уилл Клоней (Will Cloney), директор Бостонского марафона в 1947—1982 годы.
В 1985 г. вышло первое издание «AIMS Marathon Yearbook». Это был сборник целей и правил AIMS, содержащий также календарь событий (28 марафонов — членов AIMS), статистику за 1984 год и фотоотчёты. Тираж составил 200 000 экз., распространялся сборник бесплатно среди членов AIMS.
В 1987 г. право на членство получили и другие, отличные от марафонских, пробеги, потому имя ассоциации приняло современный вид: Ассоциация международных марафонов и пробегов. В 1988 г. первыми новыми членами из числа не-марафонов стали 25-километровый пробег в Берлине, полумарафон в Гётеборге, полумарафон Golden Horn (Стамбул) и 20-километровый пробег в Маниле.
В 1987 г. учреждена премия «AIMS/ASICS Атлет года» (The AIMS/ASICS World Athlete of the Year Award).
AIMS стандартизировала проведение соревнований, ввела ряд исключительно важных правил, которые стали использоваться на чемпионатах мира и Олимпиадах. Измерение трассы с помощью колеса, нанесение голубой линии (рисуется на шоссе и показывает бегуну кратчайший путь), использование чипов, понятия благотворительного бега и пропаганда бега среди женщин — вот одни из некоторых революционных или удачных нововведений AIMS, без которых не обходится ни один престижный пробег в настоящее время.
В 1988 ИААФ официально одобрила и приняла способ измерения трассы, разработанный AIMS. В 2001 году группа главных марафонов AIMS ввела тестирование на допинг.
На Шестом Мировом конгрессе AIMS (апрель 1990 г.) членство расширили для сверхмарафонских пробегов и экидена (марафонская эстафета).
В 1991 г. в AIMS вступил старейший ежегодный марафон в мире — Кошицкий марафон. На 1992 г. AIMS насчитывала 100 членов. В 1992 г. начинает выходить журнал «AIMS», который с третьего номера стал называться «Distance Running Yearbook», а ныне просто «Distance Running». Выходит журнал на английском, но некоторые номера выходили также на немецком, японском, испанском или французском языках.
В 1992—1993 годы начинается сближение AIMS с ИААФ. В 1994 г. открывается Музей AIMS в Берлине (AIMS Marathon-Museum of Running).
В 2002 году AIMS поставила перед фактом ИААФ: если ИААФ на очередном конгрессе в 2003 году не утвердит рекорды AIMS в качестве мировых (вместо «лучших» — World Bests), то AIMS утвердит собственный список мировых рекордов. 21 августа 2003 года ИААФ на очередном конгрессе признала мировые рекорды в беге по шоссе, начиная от 10 км и заканчивая 100 км и экиденом.
В 2005 году из состава AIMS вышел один из учредителей ассоциации — Лондонский марафон, а в 2006 г. — Чикагский и Нью-Йоркский марафоны. Эти марафоны организовали новую лигу из пяти марафонов «World Marathon Majors». Однако, два других участника World Marathon Majors, Берлинский и Бостонский марафоны, сохранили членство в AIMS.

## Цели
Цели Ассоциации:
- пропаганда и развитие бега в мире;
- сотрудничать с Международной ассоциацией легкоатлетических федераций по всем вопросам, касающихся международных пробегов;
- обмен опытом, знаниями и информацией между организаторами марафонов и пробегов — членами AIMS.

## Члены AIMS в России
- Сибирский международный марафон[4], с 1992 г. (в 1991 г. — как кандидат в члены AIMS, «associate member»)[2]
- Московский международный марафон мира[4], с 1991 г.[2]
- Международный марафон «Белые ночи»[4]
- Мемориал Александра Раевича (полумарафон)[4], с 2002 г.[2]
- Зеленоградский полумарафон[4], с 2007 г.[5]
- Марафон Лужники[4]
- Рождественский полумарафон, с 2012 г.[6]
- Волгоградский марафон, с 2012 г.[7]
- Московский Марафон, с 2013 г.[4]
- Международный Владивостокский марафон "Мосты Владивостока", с 2017 г.
- Полумарафон Сочи Автодром, с 2019
- Томский Международный марафон ЯРЧЕ, с 2018 г.

## Интересные факты
В 1980-х годах на многих европейских марафонах AIMS толпу бегунов от фальстарта сдерживали экипированные игроки в американский футбол. При стартовом выстреле они разбегались по сторонам.